# Канава Осмольська
Канава Осмольська — річка в Україні й Білорусі, в Коростенському і Лельчицькому районах Житомирської та Гомельської областей. Права притока Свидівки (басейн Прип'яті).

## Опис
Довжина 43 км, похил річки — 3,3 м/км. Площа басейну 237 км². 
Притоки: Безіменна, Рубчик, Канал Стрілка (ліві).

## Розташування
Бере початок на північному заході від Дубів. Спочатку тече на північний захід, а потім на північний схід. Перетинає українсько-білоруський кордон і на території Лельчицького району впадає у річку Свидівку, праву притоку Уборті.